# Danny Bols
Danny Bols is een personage uit de Vlaamse televisieserie Matroesjka's, gespeeld door Manou Kersting.
Danny Bols is de portier van Studio 69. Tijdens een razzia werd hij opgepakt door de politie en veroordeeld tot 6 maanden voorwaardelijke gevangenisstraf wegens bendevorming en een geldboete van € 1.440 voor onbetaalde parkeerboetes. Toen Raymond Van Mechelen en Eddy Stoefs vrijkwamen reisde hij mee naar Thailand om Jan Verplancke te gaan zoeken. In de voorlaatste aflevering pleegt hij zelfmoord door met zijn wagen het kanaal in te rijden.

## Uitspraken
- Goeienavond meneer, portier ni vergeten.
- Walter, hedde gij veur mij oek een koffeke?
- Als ge mor veur ne Fiat wilt betalen moet ge gene Mercedes verwachten hè meneer.
- Iemand een stukske? 't Is van 't perdje.
- Amai das ier heet. Het water sta verdoeme in m'n gat!
- I'm not the boss.
- This is "appel". You know "appel"? We also say "Den appel valt ni veir van den boom".